# Halina Aszkenazy-Engelhardt
Halina Aszkenazy-Engelhardt (ur. 15 kwietnia 1925 w Warszawie, zm. 2 października 2016 w Tel Awiwie) – izraelska działaczka społeczno-kulturalna i autorka wspomnień polsko-żydowskiego pochodzenia, przewodnicząca Związku Żydów Warszawskich w Izraelu.

## Życiorys
Urodziła się w Warszawie w zasymilowanej rodzinie żydowskiej. W wieku kilku lat została osierocona przez ojca.
Podczas II wojny światowej wraz z matką została przesiedlona do getta warszawskiego. Utrzymywały się dzięki działającemu w mieszkaniu telefonowi, który wynajmowały szmuglerom kontaktującym się ze stroną aryjską. Pracowały także w szopie szczotkarzy, a Halina wraz z kuzynką Celiną pracowały dodatkowo nocami w kuchni innego zakładu, aby nie umrzeć z głodu.
Dwa tygodnie po wybuchu powstania w getcie wraz ze wszystkimi mieszkańcami małej oficyny przy ulicy Franciszkańskiej trafiła na Umschlagplatz. Wraz z kilkoma młodymi osobami wyskoczyła z pociągu wiozącego Żydów na Majdanek. Jej i jej koleżance udało się przeżyć i wrócić do Warszawy, gdzie spędziła kilka nocy w noclegowni dla bezdomnych. Następnie uzyskała pomoc od księdza Michała Kubackiego w bazylice Najświętszego Serca Jezusowego. Stamtąd trafiła do mieszkania zamożnego małżeństwa, u którego pracowała jako pomoc domowa. Po wyjściu na jaw jej pochodzenia była dręczona przez swoją pracodawczynię, a pan domu zażądał od niej, by za milczenie została jego kochanką. Od lipca 1944 ukrywała się u dawnych sąsiadów, gdzie pracowała jako gosposia. Podczas powstania warszawskiego była łączniczką w Armii Krajowej. Po upadku powstania trafiła do obozu w Pruszkowie, skąd następnie została wywieziona na roboty przymusowe do Niemiec. Pracowała w fabryce Szwarzkopfa w Berlinie.
Po zakończeniu wojny wyemigrowała do Izraela. Była przewodniczącą Związku Żydów Warszawskich w Izraelu. Mieszkała w Tel Awiwie.
W 2008 prezydent RP Lech Kaczyński za wybitne zasługi w rozwijaniu polsko-izraelskiej współpracy odznaczył ją Krzyżem Komandorskim Orderu Zasługi Rzeczypospolitej Polskiej.

## Twórczość
Napisała kilka książek, w których opisuje swoje wspomnienia z Polski i okresu II wojny światowej:
- 2006: Spotkanie z losem[4]
- 2005: Dzień, noc, dzień[5]
- 2004: Warszawa Paryż Tel Awiw[6]